# Jean de Beer
Jean de Beer est un essayiste, dramaturge et producteur de radio français. Né à Roubaix le 21 septembre 1911, il est décédé le 29 mai 1995 à Beaune (Côte-d'Or).

## Biographie
Secrétaire général du Pen-club (1963), administrateur adjoint de la Comédie-Française (1945-1947), Jean de Beer a animé sur France Culture de 1966 à 1985 l'émission Le Monde Contemporain avec Francis Crémieux. Dans les années 1990, il dirige une émission sur Radio Courtoisie.

## Décorations
- Chevalier de l'ordre des Arts et des Lettres (1957)[2]

## Œuvres
- Tombeau de Jean Giraudoux, Desfossés, 1946
- La chair n'est pas triste, Victor Michon, 1947
- Guerrier involontaire, 1949
- Retour sur soi, Caractères, 1957
- Les jours heureux de René Descartes, 1960
- Montherlant où l'homme encombré de Dieu, Flammarion, 1963
- Le jour où Tartuffe fit sa première entrée dans le monde, 1964
- Saint-Louis : Louis IX, un roi de justice, Payot, 1984

## Prix littéraire
- Grand prix de la critique littéraire 1963